# Старый Качкашур
Старый Качкашур — деревня в Красногорском районе Удмуртской республики.

## География
Находится в северо-западной части Удмуртии на расстоянии приблизительно 6 км на север по прямой от районного центра села Красногорское.

## История
Известна с 1873 года как починок Ягошурской (Качка-Шурской) с 17 дворами, в 1905 году (уже деревня Ягошурская или Качкашур) 25 дворов, в 1924 (Качкашур Старый) 33 двора. Современное название с 1932 года. До 2021 года входила в состав Дёбинского сельского поселения.

## Население
Постоянное население составляло 206 человек (1873), 253 (1905), 207 (1924, удмурты), 88 человека в 2002 году (удмурты 83 %), 60 в 2012.